# Stalag XII-D
Le Stalag XII-D était un camp allemand de prisonniers, au cours de la Seconde Guerre mondiale.  

## Contexte historique
Les stalags XII dépendaient du Wehrkreis XII, la 12e région militaire allemande, dont le siège était à Wiesbaden. Le Stalag XII-D était situé à Trèves, au lieu-dit Petrisberg (de), puis à Dierdorf (novembre 1944).
Jean-Paul Sartre y a été interné de juin 1940 à mars 1941, après avoir été fait prisonnier alors qu'il était auxiliaire météorologiste sur un poste de sondage.  Il y a écrit, pour la veillée de Noël 1940, la pièce Bariona ou le Fils du tonnerre. 
L'écrivain Pierre Boileau, qui, à partir de 1951, signe avec Thomas Narcejac, toute une série de romans policiers à succès sous le pseudonyme de Boileau-Narcejac y a également été interné.

## Fonctionnement et effectif
Il y aurait eu 124 Arbeitskommandos (groupe de travail) qui travaillaient hors du camp. 
Le 15 juillet 1944, le camp comprenait 16 044 hommes et le 15 janvier 1945, 16 000 hommes.